# Мильча (Ровненская область)
Мильча (укр. Мильча) — село в Повчанской сельской общине Дубенского района Ровненской области Украины.
Население по переписи 2001 года составляло 678 человек. Почтовый индекс — 35642. Телефонный код — 3656. Код КОАТУУ — 5621683901.